# Тишанка (приток Хопра)
Тишанка — река в России, протекает по Волгоградской области. Длина реки составляет 71 км, площадь водосборного бассейна 681 км². Исток реки расположен чуть выше хутора Березняговский на высоте около 170 метров над уровнем моря. Устье реки находится в 130 км по правому берегу реки Хопра, на высоте около 63,8 метров на уровне моря
По данным государственного водного реестра России относится к Донскому бассейновому округу, водохозяйственный участок реки — Хопер от впадения р. Ворона до устья без рр. Ворона, Савала и Бузулук, речной подбассейн реки — Хопер. Речной бассейн реки — Дон (российская часть бассейна).
На реке расположены следующие населённые пункты (от истока к устью): хутора Березняговский, Федосовский, Нижнедолговский, Верхнереченский, Нижнереченский, Марковский, Авраамовский, Лобачевский, станица Нехаевская, хутора Павловский, Соколовский, Мазинский, Артановский, Красновский